# Einlage (Orthopädie)
Die Einlage (alternativ: Fußeinlage oder Schuheinlage, nicht Fußstütze!) dient medizinischen Zwecken. Sie wird von einem Orthopädie-Schuhmacher oder Orthopädietechniker individuell für die jeweiligen Fußformen angefertigt.
Zuerst muss eine Diagnose erstellt werden, welche Fehlstellung vorliegt (Spreizfuß, Knickfuß, Hohlfuß, Senkfuß, Spitzfuß). Dann wird von den Füßen ein Abdruck genommen (elektronischer Scan oder Gipsabdruck, wieder unterschieden nach belastet, entlastet, oder Blauabdruck für Maßeinlagen).
Je nach Fußform wird eine bestimmte Einlage verwendet, um den gewünschten Zweck zu erreichen:
- Korrektureinlagen (Wiederherstellung eines ursprünglichen oder gewünschten Zustandes, nach entlastetem Gipsabdruck)
- Kopieeinlagen (Entlastung und gleichmäßige Druckverteilung über die Aufstandsfläche, nach belastetem Gipsabdruck)
- Weichbettungseinlagen (Auftrittsdämpfung und Vermeidung von Druckspitzen, nach Blauabdruck)

Einlagen unterscheiden sich sehr stark im Material, in der Ausführung und in der Länge. Als Materialien kommen (veraltet:) Aluminium, Duraluminium, Holz, (aktuell:) Kohlenstofffaserverstärkter Kunststoff („Carbon“), Rostfreier Stahl („Edelstahl“), thermoplastische Kunststoffe, Kork, Schaumstoffe, jeweils (mit Ausnahme von Edelstahl) mit Leder- oder textilem Bezug in Betracht.
Es gibt zu dem jeweiligen Behandlungszweck unter anderem randlose Einlagen, Schaleneinlagen, Einlagen mit Außenrand an der Ferse oder Hallux-valgus-Einlagen oder sensomotorische Einlagen. Je nach Korrekturfunktion, ob eine verstärkte Supination oder Pronation des Vorfußes beziehungsweise der Ferse beabsichtigt ist, wird ein entsprechender Keil zur Unterstützung darunter angebracht.
Die Versorgung mit Einlagen wird im Allgemeinen unterschieden in:  konservative Therapie (als passive Unterstützung) oder als sensomotorische oder propriozeptive Therapie (aktiver Therapieansatz).
Die in der  Sensomotorik / Propriozeption angewandte Tonus-Regulation der Muskulatur wird hierbei zur Verbesserung der jeweils vorkommenden statischen und axialen Fehlstellung eingesetzt.
Für die Wirksamkeit von Einlagen bei Senkfuß gibt es derzeit keine Evidenz.
Als alternative oder adjuvante Methoden bieten sich Fußgymnastik und Barfußlaufen an.